# Kamrad

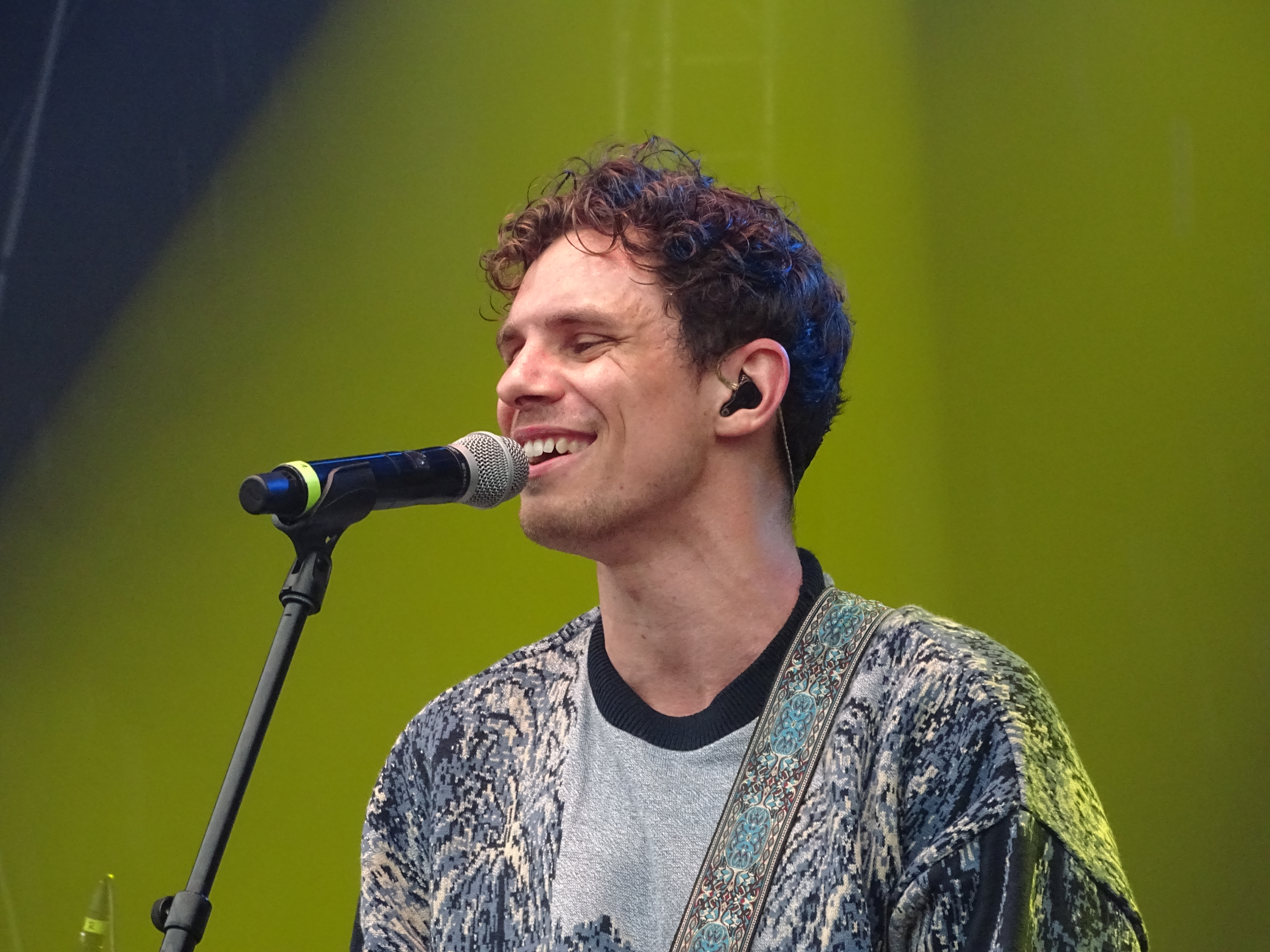
Kamrad (2022)

Tim Kamrad (* 10. April 1997 in Wuppertal) ist ein deutscher Singer-Songwriter. Er veröffentlicht seine Musik unter seinem Familiennamen in der Eigenschreibweise KAMRAD.

## Leben
Kamrad wuchs in Langenberg, einem Stadtteil von Velbert, auf und lebt auch wieder in der Stadt. Seine Eltern stammen aus Polen. Im Alter von fünf Jahren begann er Gitarre zu spielen. Außerdem beteiligte er sich am Schulchor seiner Grundschule. Seine Schullaufbahn beendete er 2016 mit dem Abitur. Ein Studium zum Wirtschaftsingenieur brach er zugunsten seiner Karriere als Musiker ab.

## Karriere
Nach kleineren Bandprojekten und ersten Songwriting-Erfahrungen arbeitete er mit dem Rent-A-Record-Company-Service von Motor Music zusammen, unter dem er im Oktober 2016 seine erste Single Changes veröffentlichte. Im November 2016 trat er im Vorprogramm von Lions Head bei der Tour See You Tour Part II durch Deutschland und Österreich auf. Außerdem spielte er im Dezember 2016 in Köln als Vorgruppe der in den 1980er Jahren erfolgreichen Band ABC.
Im Februar 2017 erschien Kamrads Debüt-EP Changes. Im Zusammenhang mit dieser Veröffentlichung wurde er beim Hamburger Radiosender N-Joy zum Newcomer des Monats März gewählt. Im Juni 2017 trat er beim Festland Music Festival in Mayrhofen im Zillertal auf. Ende 2017 trat er auf einigen Terminen der Clubtour im Vorprogramm der Sängerin Lotte auf. 2018 war er als Support von Sunrise Avenue bei deren Tournee Heartbreak Century dabei.
Seit Frühjahr 2019 nimmt er in seinem eigenen Tonstudio in Bochum-Langendreer seine Songs auf. 2024 saß Kamrad in der Jury der 14. Staffel der Gesangs-Castingshow The Voice of Germany.

## Diskografie

### Studioalben
- 2018: Down & Up (Roof Music)

### EPs
- 2017: Changes (Motor Music)
- 2023: Not Good at Playing Love Songs (Epic Records Germany)
- 2024: Wanna Be Friends? (Epic Records Germany)

### Singles
- 2016: Changes
- 2017: Return
- 2017: Ruin Me
- 2018: Words 4 U
- 2018: You Don’t Owe Me Your Love
- 2018: Heartbeat
- 2018: On You
- 2018: Holdin’ On
- 2019: Fight (String Version)
- 2019: Closing In
- 2020: Outside
- 2020: Blame It on the Lights
- 2021: Dance with Danger
- 2021: Grow
- 2022: I Believe

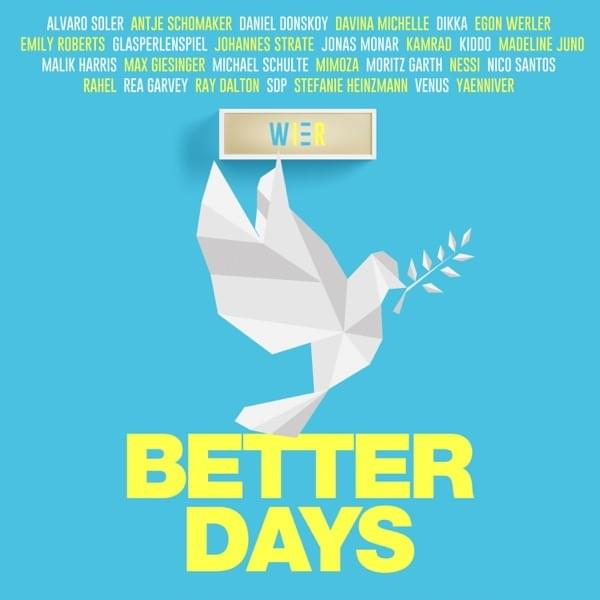
Frontcover zu Better Days.

- 2022: Better Days (als Teil von Wier)
- 2023: Feel Alive
- 2023: I’m Done
- 2023: You Feel Like Summer
- 2023: Never get older
- 2023: I Hope You End Up Alone (With Me)
- 2024: So Good (#12 der deutschen Single-Trend-Charts am 31. Mai 2024[13])
- 2024: Friends (angelehnt an: Peter Schilling, Fünfte Dimension (City of Night – Berlin) (Produktion: Peter Schilling / Armin Sabol))
- 2025: Be Mine

## Auszeichnungen für Musikverkäufe
| Goldene Schallplatte - Polen - 2023: für die Single Feel Alive - Ungarn - 2023: für die Single Feel Alive | Platin-Schallplatte - Polen - 2024: für die Single I Believe - Ungarn - 2023: für die Single I Believe |

Anmerkung: Auszeichnungen in Ländern aus den Charttabellen bzw. Chartboxen sind in ebendiesen zu finden.
| Land/RegionAuszeichnungen für Musikverkäufe (Land/Region, Auszeichnungen, Verkäufe, Quellen) | Gold     | Platin     | Verkäufe | Quellen           |
| -------------------------------------------------------------------------------------------- | -------- | ---------- | -------- | ----------------- |
| Deutschland (BVMI)                                                                           | Gold1    | —          | 200.000  | musikindustrie.de |
| Österreich (IFPI)                                                                            | Gold1    | Platin1    | 45.000   | ifpi.at           |
| Polen (ZPAV)                                                                                 | Gold1    | Platin1    | 75.000   | olis.pl           |
| Schweiz (IFPI)                                                                               | —        | Platin1    | 20.000   | hitparade.ch      |
| Ungarn (MAHASZ)                                                                              | Gold1    | Platin1    | 6.000    | slagerlistak.hu   |
| Insgesamt                                                                                    | 4× Gold4 | 4× Platin4 |          |                   |

## Künstlerauszeichnungen
- 2023: Radio Regenbogen Award – Song des Jahres 2022 (I Believe)